# Salix argyracea
Salix argyracea är en videväxtart som beskrevs av E. L. Wolf. Salix argyracea ingår i släktet viden, och familjen videväxter. Inga underarter finns listade i Catalogue of Life.